# Wii Sports
A Wii Sports (Wiiスポーツ; Hepburn: Wī Supócu) egy 2006-os sport szimulátor videójáték, amit a Nintendo fejlesztett és adott ki a Wii videójáték konzolra. A játékot először 2006. november 19-én adták ki Észak-Amerikában, a Wii konzollal együtt, majd a következő hónapban kiadták Japánban, Ausztráliában és Európában. Ezt a játékot adták a konzolhoz minden területen, kivéve Japánban, és így ez az első sport játék, amit Nintendo konzolhoz adtak az 1995-ös Mario’s Tennis (Virtual Boy) óta. A Wii Sports elérhető a Nintendo Selects játékgyűjtemény önálló részeként.
A játék öt sport szimulátor összeállítása, amiket arra terveztek, hogy demonstrálják a Wii Remote mozgásérzékelős képességeit. Az öt sport a tenisz, a baseball, a bowling, a golf és a box. A játékosok a Wii Remote-ot használják, hogy utánozzák a valódi élet sportjainak mozdulatait, mint például egy teniszütőt lengetni. Minden játék szabálya le van egyszerűsítve, hogy hozzáférhetőbbé váljanak az új játékosoknak. A játék szintén tartalmaz edzési és fitnesz módokat, amik figyelik a játékosok haladását a sportokban.
A Wii Sportsot jól fogadták a kritikusok és a közönség, számos díjat nyert és a valaha készült egyik legjobb videójátéknak tartották. Több mint 82 millió példányban kelt el 2017 végéig, és ez minden idők legjobban elkelő egyplatformos játéka, valamint az összes videójáték közül a negyedik legjobban elkelő. A cím szintén részesül abban a kitüntetésben, mint minden idők legjobban elkelő Nintendo videójátéka. A Wii Sports szerepelt a televízióban, a Wii reklámokban, a hírekben, valamint más műsorban. A játék népszerű lett a társasági összejövetelekért és versenyekért, különféle korú játékosok körében. A folytatást, a Wii Sports Resortot 2009-ben adták ki, miközben a nagyfelbontású remake-t, a Wii Sports Clubot 2013-ban adták ki Wii U-ra. Egy újabb folytatást, a Nintendo Switch Sportsot 2022-ben fogják kiadni Nintendo Switch-re.

## Fordítás
- Ez a szócikk részben vagy egészben  a   Wii_Sports című angol Wikipédia-szócikk fordításán alapul.  Az eredeti cikk szerkesztőit annak laptörténete sorolja fel. Ez a jelzés csupán a megfogalmazás eredetét és a szerzői jogokat jelzi, nem szolgál a cikkben szereplő információk forrásmegjelöléseként.

## Külső hivatkozások
- Hivatalos weboldal